# كارل بيركنز
كارل بيركنز (بالإنجليزية: Carl Perkins )‏ (و. 1932 – 1998 م) هو مغني، ومغن ومؤلف، وعازف قيثارة، وملحن أمريكي، ولد في تيبتونفيل، توفي في جاكسون، عن عمر يناهز 66 عاماً، بسبب سرطان المريء.

## وصلات خارجية
- كارل بيركنز على موقع IMDb (الإنجليزية)
- كارل بيركنز على موقع الموسوعة البريطانية (الإنجليزية)
- كارل بيركنز على موقع ميوزك برينز (الإنجليزية)
- كارل بيركنز على موقع قاعدة بيانات برودواي على الإنترنت (الإنجليزية)
- كارل بيركنز على موقع إن إن دي بي (الإنجليزية)
- كارل بيركنز على موقع أول ميوزيك (الإنجليزية)
- كارل بيركنز على موقع ديسكوغز (الإنجليزية)
- كارل بيركنز على موقع قاعدة بيانات الفيلم (الإنجليزية)

- كارل بيركنز في قاعدة بيانات الأفلام على الإنترنت